# Đậu (họ người)
Đậu (giản thể: 窦; phồn thể: 竇; bính âm: Dòu) là một họ của người Á Đông. Họ Đậu đứng thứ 39 trong Bách gia tính.